# Pierre Bastien
Pierre Bastien (13. dubna 1924, Ban-de-Laveline – 21. května 2006, Remiremont) byl francouzský lékař. Známým se stal tím, že třikrát dobrovolně požil muchomůrku zelenou ve smrtelné dávce. Otravu, kterou si způsobil, však díky vlastnoručně sestavené léčbě za použití volně dostupných léků pokaždé přežil.

## Pokusy
Pierre Bastien působil jako lékař v Remiremontu od roku 1952, mimo své práce se zabýval intoxikacemi muchomůrkami, zejména muchomůrkou zelenou, jízlivou a jarní.
Svůj pokus o samoléčbu po otravě muchomůrkou zelenou uskutečnil pod dohledem třikrát v letech 1971, 1974 a 1983, vždy za asistence notáře a naposledy i před televizními kamerami.
Poprvé požil více než 50 gramů muchomůrky zelené s kouskem chleba a jedním banánem. Za šest hodin, kdy ještě netrpěl žádnými příznaky otravy, se dostavil do nemocnice v Nancy, kde mu byl ve velkých dávkách intravenózně podáván vitamín C a byla provedena dezinfekce střev antibiotiky. Bastien také v rámci léčby pil sirup s vysokým obsahem draslíku. Vedení nemocnice se však od jeho pokusu distancovalo, ani to jej ale do budoucna neodradilo.
Bastien v roce 1980 uvedl, že z více než stovky pacientů, kteří se během posledních let ve Francii otrávili muchomůrkou zelenou, zemřeli po použití jeho způsobu léčby, neoficiálně zvaném Bastienův protokol (kombinace vysokých dávek vitamínů B a C a antibiotik) jen dva. Šlo však o starší pacienty, kteří zároveň užívali léky k léčbě hypertenze. Počet mrtvých byl v porovnání s tehdy uváděnou úmrtností na tento typ otravy (13 %) velmi malý.
Když se mu ani po druhém pokusu nedařilo přesvědčit odbornou veřejnost o možnostech úspěšné léčby, rozhodl se, že ji předvede veřejně před televizními kamerami. V srpnu 1981 tak v pořadu Caméra S v ženevské nemocniční jídelně požil 70 gramů muchomůrky zelené připravené podušením na másle. Po osmi hodinách se dostavily první příznaky otravy. Opět mu byl intravenózně podán vitamín C a Bastien začal s užíváním léků ABIOCYNE (antibiotika) a ercéfuryl 200 pro dezinfekci střev. Léčba probíhala tři dny. Během ní Bastien dostával přípravky pro vyvolání zvracení, po prvním dni i droždí a k jídlu jen mrkvovou kaši. Pokus měl díky televizním kamerám velkou publicitu, přitom léky, které Pierre Bastien použil, se daly koupit v kterékoliv francouzské lékárně za drobnou částku do výše 20 franků.
28. března 1981 uveřejnil britský lékařský časopis The Lancet článek uznávající „bastienův protokol“
Pierre Bastien byl otcem šesti dětí. Ovdověl v roce 1984, a přestože měl svými pokusy poškozená játra, zemřel v roce 2006 na infarkt.